# منتخب زيمبابوي للكرة اللينة للسيدات
منتخب زيمبابوي للكرة اللينة للسيدات هو ممثل زيمبابوي الرسمي في المنافسات الدولية في الكرة اللينة للسيدات .